# 범털 2: 쩐의 전쟁
《범털 2: 쩐의 전쟁》은 2021년에 개봉한 대한민국의 영화이다.

## 캐스팅
- 신유람 : 범털 역[1]
- 성낙경 : 취사반장 역
- 강인성 : 송기철 역[2]
- 이현웅 : 왈왈이 역[3]
- 양지호 : 개털 역
- 고훈 : 좆밥 역
- 조남융 : 물총 역
- 남동현 : 땅개 역
- 미석 : 보안과장 역
- 조명행 : 타격대장 역
- 이원욱 : 절도 방장 역
- 유상훈 : 광호 역
- 최홍락 : 다마네기 역
- 정교 : 킁킁이 역
- 김림후 : 취사반 1 역
- 한동국 : 취사반 2 역
- 방병현 : 취사반 3 역
- 한상경 : 취사반 4 역
- 김충만 : 절도 1 역
- 김정기 : 절도 2 역
- 이충훈 : 뽀로로 역
- 주광현 : 정어리 역
- 이풍운 : 꽃미남 역
- 김병철 : 소지 역
- 김민 : KTX 역
- 정윤철 : 몽타이 역
- 이예찬 : 쾅하이 역
- 김동형 : 사카시 역
- 노재훈 : 외국인방 1 역
- 나호원 : 경제방 1 역
- 정영민 : 경제방 2 역
- 이루겸 : 마약방 1 역
- 박영덕 : 마약방 2 역
- 박지산 : 마약방 3 역
- 선종구 : 혼거방 1 역
- 김환 : 혼거방 2 역
- 황사무엘 : 혼거방 3 역
- 장혁준 : 혼거방 4 역
- 이규탁 : 혼거방 5 / 오토바이남 역
- 조동희 : 문신남 1 역
- 안현순 : 문신남 2 역
- 정규석 : 타격대 1 역
- 김성우 : 타격대 2 역
- 박수찬 : 타격대 3 역
- 함진성 : 타격대 4 역
- 노희국 : 타격대 5 역
- 윤승우 : 타격대 6 역
- 오현승 : 교도관 1 역
- 배준수 : 교도관 2 역
- 전시우 : 수사관 1 역
- 황준수 : 수사관 2 역
- 정형기 : 태수 역
- 장우용 : 집사 역
- 문형철 : 태수부하 1 역
- 이창식 : 태수부하 2 역
- 손소영 : 묘령의 여인 역
- 김은동 : 재소자 1 역
- 박상효 : 재소자 2 역
- 김환 : 교도대 역

## 같이 보기
- 범털